# Гандж Али-хан
Гандж Али-хан (? — 1624/1625) — государственный и военный деятель Сефевидского государства курдского происхождения, который служил губернатором в различных провинциях и был известен своей верной службой шаху Аббасу I Великому. Гандж Али-хан непрерывно помогал шаху почти во всех его военных кампаниях вплоть до своей собственной смерти в 1624/1625 году. Он также был великим строителем, и комплекс Ганджали-Хана был одним из его лучших достижений. Губернатор Кермана (1596—1624), Систана (1596—1624) и Кандагара (1622—1624).

## Биография

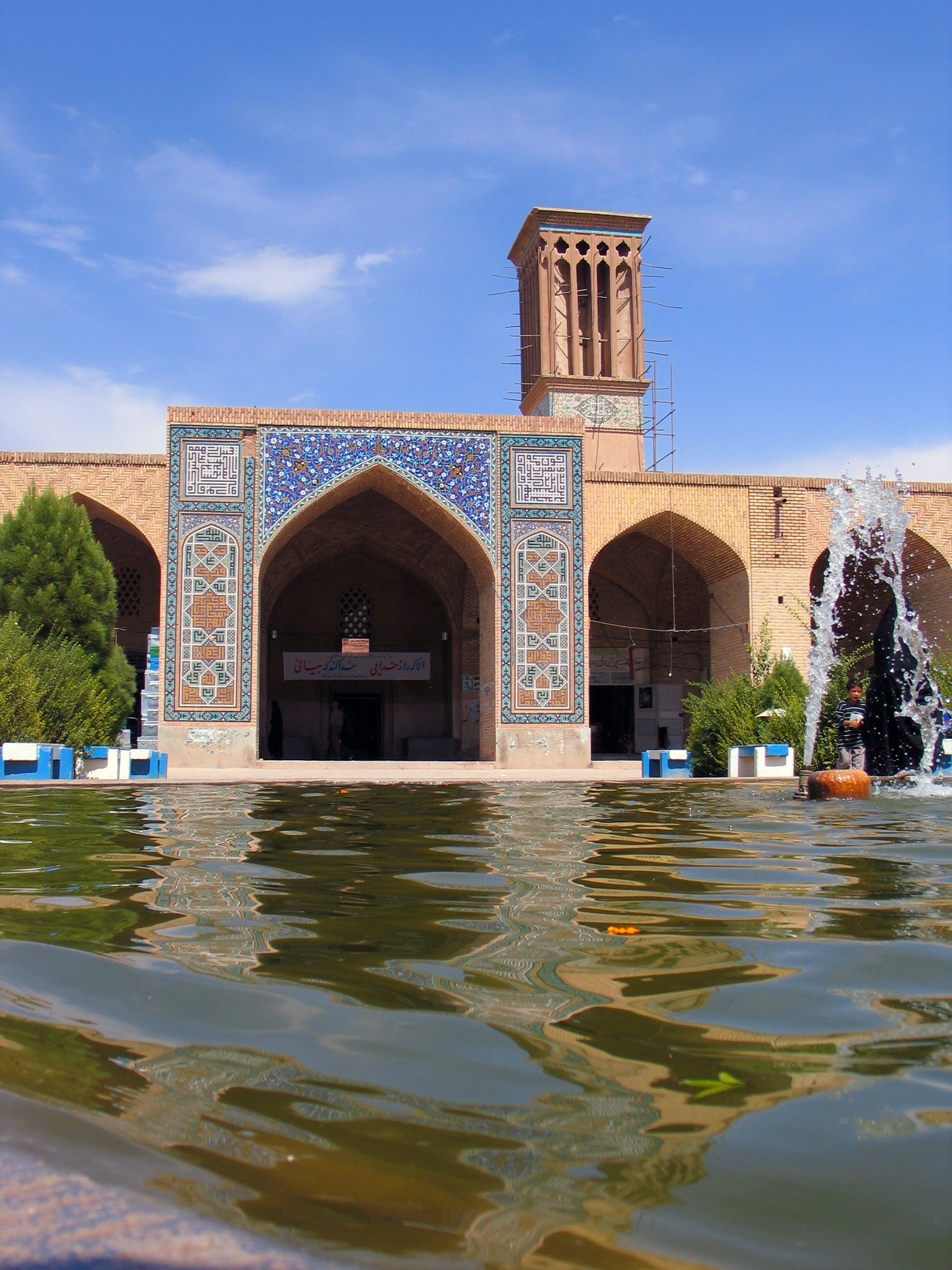
Изображение комплекса Ганджали-Хана, одного из многих зданий, которые были построены при Гандж-Али-хане

Гандж Али-хан первоначально принадлежал к курдскому племени, кочующему в Западном Иране. В детстве Гандж Али-хан был привезен в Герат в Хорасане, где он вырос с принцем Аббасом I. Они оба стали близкими друзьями и продолжали оставаться такими, когда Аббас I взошел на трон Сефевидов в 1587 году. В 1596 году персидский шах Аббас I, подавив восстание в Кермане и положив конец наместничеству кызылбашей в этом регионе, назначил его губернатором Гандж-Али-хана. Кроме того, он также был назначен губернатором Систана, и вскоре после этого захватил две крепости у узбеков. В 1602/1603 году он принял участие в кампании Сефевидов по захвату контролируемого узбеками города Бухары . Кроме того, он также принимал участие в турецко-персидской войне 1603—1618 годов.
В середине 1600-х годов зороастрийская община Кермана протестовала против враждебного обращения со стороны местного исламского духовенства, а также обвиняла Гандж-Али-хана в захвате и разрушении их домов, чтобы освободить место для своих строительных проектов. Это заставило шаха Аббаса отправиться в Керман для расследования этого дела в 1606 году, где он обнаружил, что его губернатор Гандж Али-хан не был настоящим преступником. Затем шах Аббас вернулся в свою столицу Исфахан, где издал указ, предписывающий защищать зороастрийцев.
В 1611 году в Белуджистане произошло восстание, которое Гандж-Али-хан подавил, захватив их крепость. Спустя пять лет Гандж Али-хан вновь присутствовал в турецко-персидской войне и участвовал в успешном вторжении в Грузию. В 1622 году Гандж Али-хан был назначен персидским шахом Аббасом Великим губернатором недавно захваченного города Кандагар.
В 1624/1625 году Гандж Али-хан скончался, в то время как губернаторство Кандагара перешло к его сыну Али Мардан-хану, а губернаторство в Кермане — Тахмаспу Кули-хану.

## Строительные работы
Гандж Али-хан в основном известен своей строительной деятельностью, такой как караван-сарай Зайн-ад-Дина в Йезде и Цистерна в пустыне Деште-Лут между Хорасаном и Керманом.
Однако самой выдающейся его постройкой является Комплекс Ганджали-Хана в Кермане.